# Marlan Scully
Marlan Orvil Scully (* 3. August 1939 in Casper, Wyoming) ist ein US-amerikanischer Physiker, der sich vor allem mit theoretischer Quantenoptik beschäftigt.

## Leben
Scully besuchte die University of Wyoming (Bachelor als Physikingenieur) und das Rensselaer Polytechnic Institute, machte seinen Master-Abschluss bei Willis Lamb an der Yale University, wo er 1965 promovierte. Er war dann Instructor in Yale, Assistant und Associate Professor am Massachusetts Institute of Technology (MIT) und wurde 1968 Professor an der University of Arizona, wo er das Optical Sciences Center mit Lamb und anderen aufbaute. Ab 1980 war er gleichzeitig am Max-Planck-Institut für Quantenoptik und als Professor an der University of New Mexico. 1992 ging er an die Texas A&M University, wo er Direktor des Center for Theoretical Physics (ab 1995) und des Institute for Quantum Studies ist. Er war auch Ko-Direktor des Texas Laser Laboratory im Houston Advanced Research Center in The Woodlands. Nachdem er schon 2003 Gastprofessor an der Princeton University war, nahm er dort 2005 auch eine Professur an, gleichzeitig mit der an der Texas A&M.
Scully ist Mitglied der National Academy of Sciences, der American Academy of Arts and Sciences und der Academia Europaea (2000). 1970 wurde er Sloan Research Fellow. 1975 wurde er Fellow der American Association for the Advancement of Science und 1977 der American Physical Society. Er ist seit 1982 „Auswärtiges Wissenschaftliches Mitglied“ des Max-Planck-Instituts für Quantenoptik. Scully erhielt den Charles Hard Townes Award der Optical Society of America (OSA) 1998, den Arthur-L.-Schawlow-Preis für Laserphysik der American Physical Society (APS), die Adolph Lomb Medal der OSA, die Elliott-Cresson-Medaille des Franklin Institute (1990), den Quantum Electronics Award der IEEE (2003), war Guggenheim Fellow und erhielt den Alexander von Humboldt Distinguished Faculty Prize. Er war Loeb Lecturer an der Harvard University. 2011 erhielt er den Herbert-Walther-Preis und 2012 die Frederic Ives Medal. 2016 wurde er als auswärtiges Mitglied in die Russische Akademie der Wissenschaften aufgenommen.
Er ist verheiratet und hat drei Söhne.
Zu seinen Doktoranden zählen Patrick A. Lee und Wolfgang Schleich.

## Werk
Scully entwickelte mit Lamb eine Quantentheorie des Lasers („Scully-Lamb-Theorie“), mit der die Photonenstatistik und Linienbreiten des Lasers erfolgreich beschrieben werden konnten. Er arbeitete auch über die Theorie des Freien-Elektronen-Lasers und die Anwendung von Lasern in Tests der Allgemeinen Relativitätstheorie. In den 1990er Jahren wandte er die von ihm entwickelten theoretischen Methoden zur Beschreibung des Lasers auch auf Bose-Einstein-Kondensate an. Er beschäftigt sich auch mit Grundlagen der Quantenmechanik, wie dem „Quantum Eraser Effect“ (Quantenradierer) von Scully und Drühl 1982. Nehmen in einem Interferenz-Experiment Photonen einer gemeinsamen Quelle, die „verschränkt“ sind, zwei verschiedene Wege und wird dabei z. B. durch Polarisation markiert, welchen Weg sie genommen haben, tritt keine Interferenz mehr auf. Wird die Markierung aber wieder beseitigt (erased), tritt sie wieder auf.
Scully arbeitet auch (ähnlich wie sein Lehrer Lamb) experimentell, z. B. in Anwendungen kohärenter Raman-Spektroskopie zur Detektion von Anthrax-Sporen und Giftgasen. Scully brachte mit Kollegen die ersten Laser ohne Populations-Inversion zum Laufen („Lasing without Inversion“, LWI). Das Prinzip besteht darin mehrere Wege in den angeregten Zustand des Laser-Übergangs zu ermöglichen, die so präpariert sind, dass sich die Amplituden überlagern und gegeneinander aufheben. Es findet keine Absorption in den angeregten Zustand des Lasers statt und Laserbetrieb durch stimulierte Emission ist bei viel kleineren Pumpleistung möglich. Außerdem verspricht man sich Anwendungen für den Bau von Lasern mit sehr kurzen Wellenlängen (Röntgenlaser). Der Effekt wird „Elektromagnetisch induzierte Transparenz“ (EIT, Electromagnetically Induced Transparency) genannt, da das Medium (Phasen-kohärent und deshalb von Scully „Phaseonium“ genannt, für den zugehörigen Laser prägte er Namen „Phaser“) für das Laserlicht transparent wird.
Als weitere Anwendung des EIT-Effekts demonstrierte Scully 1999 mit Kollegen extreme Verlangsamung (auf Gruppengeschwindigkeiten von 90 m/s) von Laserlicht in heißen (Rubidium-Atom) Gasen. Eine solch extreme Verlangsamung beruht auf der Abhängigkeit der Gruppengeschwindigkeit von der Variation des Brechungsindex mit der Frequenz, die beim EIT-Effekt besonders stark ist. Bei ultrakalten Gasen (Bose-Einstein-Kondensat) war eine solche extreme Verlangsamung schon zuvor von Physikern wie Lene Hau, Stephen Harris gezeigt worden.
Scully untersuchte auch die Rinderproduktion und ist selbst Rinderzüchter, eine Verbindung von Forschungsinteressen, die ihm die gelegentliche Titulierung „Quantum Cowboy“ einbrachte.

## Schriften
- mit Robert Scully: The Demon and the Quantum: From the Pythagorean Mystics to Maxwell's Demon and Quantum Mystery. Wiley-VCH, 2007
- mit M. Suhail Zubairy: Quantum Optics. Cambridge University Press 1997, ISBN 0-521-43595-1
- mit Willis Lamb und Murray Sargent: Laser Physics. Addison-Wesley, 1974
- mit Willis Lamb, Wolfgang Schleich, Charles Townes: Laser physics- quantum controversy in action, Reviews of Modern Physics, Bd. 71, 1999, S. 263–273 (in der Millenium Edition von Rev.Mod.Phys.)
- From lasers and masers to phaseonium and phasers, Physics Reports, Band 219, 1992, S. 191–201 (Sammelband zur 20. Solvay-Konferenz über Quantenoptik)

## Verweise
1. ↑  Eintrag auf der Internetseite der Academia Europaea
2. ↑   siehe Seite des MPI Quantenoptik unter https://www.mpq.mpg.de/4937538/external
3. ↑  Ausländische Mitglieder der Russischen Akademie der Wissenschaften: Скалли, Марлан Орвил (Scully, Marlan Orvil). Russische Akademie der Wissenschaften, abgerufen am 9. April 2021 (russisch).
4. ↑  Scully und Lamb: Quantum theory of an optical Maser. In: Physical Review Letters. Band 16, 1966, S. 853, Quantum Theory of an optical Maser. Teil 1–5, In: Physical Review. Band 159, 1967, S. 208, Band 166, 1968, S. 246, Band 179, 1969, S. 368, Physical Review A. Band 2, 1970, S. 2529 (mit Kim), S. 2534 (mit Kim), Teil 6 von Lamb, Wang, Physical Review A. Band 8, 1973, S. 866
5. ↑  Scully, P. Meystre, F. Hopf und W. Louisell: Classical theory of the free electron laser. In: Physical Review Letters. Band 37, 1976, S. 1215
6. ↑  Scully und Drühl: In: Physical Review A. Band 25, 1982, S. 2208; Scully, B. G. Englert und H. Walther: In: Nature. Band 351, 1991, S. 111
7. ↑  Scully und Fleischhauer: Lasing without Inversion. In: Science. Band 263, 1994, S. 337, Padmabandu, Welch, Lukin, Nikonov, Shubin, Fry und Scully: Laser oscillation without population inversion in a sodium atomic beam. In: Physical Review Letters. Band 76, 1996, S. 2553
8. ↑  Die Idee stammt von Stephen E. Harris 1989
9. ↑  S. E. Harris: Electromagnetically Induced Transparency. In: Physics Today. Juli 1997
10. ↑  Scully, Michail Lukin, George Welch, Alexander Zibrov u. a.: Ultra-Slow Light and Enhanced Nonlinear Optical Effects in a coherently driven hot atomic gas. 1999, quant-ph/9904031
11. ↑  Hau, Harris, Dutton und Behroozi: In: Nature. Band 397, 1999, S. 594

| Personendaten    | Personendaten                             |
| ---------------- | ----------------------------------------- |
| NAME             | Scully, Marlan                            |
| ALTERNATIVNAMEN  | Scully, Marlan Orvil (vollständiger Name) |
| KURZBESCHREIBUNG | US-amerikanischer Physiker                |
| GEBURTSDATUM     | 3. August 1939                            |
| GEBURTSORT       | Casper, Wyoming                           |